# Função beta
Em matemática, a função beta, também chamada de integral de Euler de primeiro tipo, é a função definida pela integral definida:
{\displaystyle \mathrm {\mathrm {B} } (x,y)=\int _{0}^{1}t^{x-1}(1-t)^{y-1}\,dt\!}
para números complexos x e y cuja parte real seja positiva.

## Propriedades
A função beta é simétrica, o que significa que:
{\displaystyle \mathrm {B} (x,y)=\mathrm {B} (y,x).\!}
Quando {\displaystyle x} e {\displaystyle y} são inteiros positivos, segue-se a partir da definição da função gama "{\displaystyle \Gamma \ }" que:
{\displaystyle \mathrm {B} (x,y)={\dfrac {(x-1)!\,(y-1)!}{(x+y-1)!}}\!}
Ela tem muitas outras formas, incluindo:
{\displaystyle \mathrm {B} (x,y)={\dfrac {\Gamma (x)\,\Gamma (y)}{\Gamma (x+y)}}\!}
{\displaystyle \mathrm {B} (x,y)=2\int _{0}^{\pi /2}(\sin \theta )^{2x-1}(\cos \theta )^{2y-1}\,\mathrm {d} \theta ,\qquad \mathrm {Re} (x)>0,\ \mathrm {Re} (y)>0\!}
{\displaystyle \mathrm {B} (x,y)=\int _{0}^{\infty }{\dfrac {t^{x-1}}{(1+t)^{x+y}}}\,\mathrm {d} t,\qquad \mathrm {Re} (x)>0,\ \mathrm {Re} (y)>0\!}
{\displaystyle \mathrm {B} (x,y)=\sum _{n=0}^{\infty }{\dfrac {n-y \choose n}{x+n}},\!}
{\displaystyle \mathrm {B} (x,y)={\frac {x+y}{xy}}\prod _{n=1}^{\infty }\left(1+{\dfrac {xy}{n(x+y+n)}}\right)^{-1},\!}
A função Beta satisfaz várias identidades interessantes, incluindo
{\displaystyle \mathrm {B} (x,y)=\mathrm {B} (x,y+1)+\mathrm {B} (x+1,y)\!}
{\displaystyle \mathrm {B} (x+1,y)=\mathrm {B} (x,y)\cdot {\dfrac {x}{x+y}}\!}
{\displaystyle \mathrm {B} (x,y+1)=\mathrm {B} (x,y)\cdot {\dfrac {y}{x+y}}\!}
{\displaystyle \mathrm {B} (x,y)\cdot (t\mapsto t_{+}^{x+y-1})=(t\to t_{+}^{x-1})*(t\to t_{+}^{y-1})\qquad x\geq 1,y\geq 1,\!}
{\displaystyle \mathrm {B} (x,y)\cdot \mathrm {B} (x+y,1-y)={\dfrac {\pi }{x\sin(\pi y)}},\!}
onde {\displaystyle t\mapsto t_{+}^{x}}  é um função de potência truncada e a estrela da denota convolução. A identidade mais baixa acima, demonstra em particular {\displaystyle \Gamma ({\tfrac {1}{2}})={\sqrt {\pi }}}. Algumas destas identidades, por exemplo, a fórmula trigonométrica, pode ser aplicada para derivar o volume de uma bola-n em coordenadas cartesianas. A integral de Euler para a função beta pode ser convertida em uma integral sobre o contorno de Pochhammer C como:
{\displaystyle \displaystyle (1-e^{2\pi i\alpha })(1-e^{2\pi i\beta })\mathrm {B} (\alpha ,\beta )=\int _{C}t^{\alpha -1}(1-t)^{\beta -1}\,\mathrm {d} t.}
Esta integral do contorno de Pochhammer converge para todos os valores de α e β e assim dá a continuação analítica da função beta.  Assim como a função gama "{\displaystyle \Gamma \ }" para inteiros descreve fatoriais, a função beta pode definir um coeficiente binomial depois de ajustar os índices:
{\displaystyle {n \choose k}={\frac {1}{(n+1)\mathrm {B} (n-k+1,k+1)}}.}
Além disso, para o inteiro n, {\displaystyle \mathrm {B} \,} pode ser fatorado para dar uma forma fechada, uma função de interpolação para valores contínuos de k:
{\displaystyle {n \choose k}=(-1)^{n}n!{\cfrac {\sin(\pi k)}{\pi \prod _{i=0}^{n}(k-i)}}.}
A função beta foi a primeira amplitude de dispersão conhecida na teoria das cordas, primeiramente conjecturado por Gabriele Veneziano. Ocorre também na teoria do processo de ligação preferencial, um tipo de processo de urna estocástica.

## Função beta incompleta
A função beta incompleta, é uma generalização da função beta, definida como
{\displaystyle \mathrm {B} (x;\,a,b)=\int _{0}^{x}t^{a-1}\,(1-t)^{b-1}\,dt.\!}
Para x = 1, a função beta incompleta coincide com a função beta completa. A relação existente entre estas duas funções é como a que existe entre a função gama e sua generalização, a função gama incompleta.
A função beta incompleta regularizada (ou função beta regularizada para abreviar) é definida em termos da função beta incompleta e da função beta completa:
{\displaystyle I_{x}(a,b)={\dfrac {\mathrm {B} (x;\,a,b)}{\mathrm {B} (a,b)}}.\!}